# Scott May
Scott Glenn May (Sandusky, 19 maart 1954) is een voormalig Amerikaans basketballer. Hij won met het Amerikaans basketbalteam de gouden medaille op de Olympische Zomerspelen 1976.
May speelde voor het team van de Indiana University Bloomington, voordat hij in 1976 zijn NBA-debuut maakte bij de Chicago Bulls. In totaal speelde hij 7 seizoenen in de NBA. Ook speelde hij vijf seizoenen in Italië. Tijdens de Olympische Spelen speelde hij 6 wedstrijden, inclusief de finale tegen Joegoslavië. Gedurende deze wedstrijden scoorde hij 100 punten.
Na zijn carrière als speler was hij werkzaam in het vastgoed. Zijn zoon Sean May speelt in de NBA.